# Bárbara López
Bárbara Elizabeth López Pérez (Monterrey, Nuevo León, 13 de agosto de 1992) é uma atriz e modelo mexicana, que ganhou maior reconhecimento por sua atuação como Érika Ballesteros na telenovela Vino el amor, e por dar vida a personagem Juliana Valdés na telesérie Amar a Muerte.

## Biografia
Bárbara López nasceu no dia 13 de agosto de 1992, na cidade de Monterrey, Nuevo León, México. Filha de Beatriz Pérez e Reynaldo López, produtor de televisão, Bárbara começou no mundo do entretenimento em 2014, quando entrou no Centro de Educación Artística (CEA) da Televisa para se formar como atriz e, assim, poder ter as bases e ferramentas necessárias para que em um momento pudesse desempenhar qualquer papel que a vida a colocasse.

### Vida pessoal
Bárbara é uma pessoa bastante reservada quanto a sua vida pessoal e amorosa, no entanto, em 2017, o ator Gonzalo Peña comentou como tinha sido o início de seu relacionamento com Bárbara. Os dois estiveram juntos por vários anos quando, em meados de 2019, o casal decidiu terminar o relacionamento.

## Carreira

### 2015–2019: Primeiros trabalhos eAmar a Muerte
Sua estreia na televisão, uma vez que ela havia sido graduada pela CEA, foi em 2015 na telenovela Amor de barrio, pelo produtor Roberto Hernández Vázquez, onde curiosamente interpretou uma garota que tinha o mesmo nome, Bárbara Cánseco.
Em 2016, Bárbara interpretou Lucero em Un camino hacia el destino, ao lado de Paulina Goto, Claudia Martín, Vanya Aguayo e Samadhi Zendejas. Em 2016, integrou o elenco de Vino el amor, onde faz parceria com Raúl Coronado e compartilhou créditos com Óscar Bonfiglio e Irina Baeva. Graças ao seu papel como Erika Ballesteros em Vino el amor, ela não foi apenas indicada ao prêmio Tvynovelas como atriz do ano, mas também ganhou o prêmio. Em 2017, participa da telenovela Papá a toda madre, juntamente com Sebastián Rulli e Maite Perroni. Uma novela da qual obteve um nível de audiência muito bom. 
Em novembro de 2018, um dos papéis mais emblemáticos para ela seria, sem dúvida, sua participação na novela Amar a muerte, onde Bárbara interpretou Juliana Valdés. Seu personagem era o de uma mulher que começava a descobrir-se como lésbica ao conhecer e se relacionar com Valentina Carvajal, interpretado pela atriz Macarena Achaga. Com esse renomado papel, ela ganhou o prêmio TvyNovelas de "Melhor Atriz Co-estrela". O casal teve tanto sucesso na série que acabou roubando a cena e ficando conhecidas internacionalmente pelo shipper “Juliantina”, como eram conhecidas.
Juliantina se tornou uma grande tendência na comunidade LGBT e as atrizes se tornaram um banner no México, porque foram as primeiras  meninas a interpretarem personagens lésbicas, sendo televisionadas por um canal aberto e sem censura significativa em uma produção no horário nobre da estação de televisão mexicana Televisa. O sucesso foi tanto que 19 capítulos com conteúdo exclusivo foram lançados no cite de Las Estrellas, assim como no canal oficial da emissora no Youtube, além de uma produção cinematográfica ter sido confirmada para contar a história do casal após o termino da série. No final do ano de 2019, ela apareceria no filme En las buenas y en las malas, interpretando Dany. 

### 2020–presente: Sucesso na carreira e estreia no Teatro
Já em 2020, Vadhir Derbez procurou conquistar o coração de Barbara Lopez no filme 'El mesero, onde ambos compartilhavam créditos como protagonistas da comédia romântica. A história conta como 'Rodrigo', interpretado pelo galam Vadhir Derbez, deseja, com todas as suas forças, ser um milionário para ter uma vida de luxo e sofisticação que vê nos clientes do restaurante onde trabalha. Sua ambição o leva a seguir um caminho fácil para tentar conseguir o que quer.
Também em 2020, mas precisamente no dia 28 de fevereiro, Bárbara estreou Desenfrenadas, série da Netflix. A história segue um grupo de quatro meninas aventureiras que embarcarão em uma jornada que as confrontará e mudará a percepção de suas vidas. Perseguições policiais, dramas, conflitos pessoais e problemas juvenis são desenvolvidos nesta série criada por Diego Martínez e dirigida por Elisa Miller e Julio Hernández Cordón. A primeira temporada da série continha 10 episódios que, desde o dia de sua estreia, entrou no top 10 de séries e filmes mais vistos na Netflix México.
Em setembro de 2021, ingressou no elenco da segunda temporada da série El juego de las llaves, na pele de Venecia. Já em 2022, além de entrar para o elenco da série Señorita 89 e de dar vida a personagem Anita no filme Misterio en Marbella, Bárbara fez sua estreia no teatro com as peças Animales de Compañía e Prueba Perfecta. Em novembro de 2024, estrelou o filme Straight, ao lado dos atores Alejandro Speitzer e Franco Masini. Em 2025, entrou para o elenco da série biográfica do serviço de streaming Max, Chespirito: Sem Querer Querendo, na pele da atriz, cantora e diretora mexicana Florinda Meza. A obra está com lançamento marcado para 5 de junho no México.

## Filmografia

### Televisão
| Ano         | Título                          | Personagem                     | Notas                          |
| ----------- | ------------------------------- | ------------------------------ | ------------------------------ |
| 2015        | Amor de barrio                  | Bárbara Cánseco                | Papel recorrente; 6 episódios  |
| 2016        | Un camino hacia el destino      | Lucero Gutiérrez Vega          | Papel recorrente; 63 episódios |
| 2016–2017   | Vino el amor                    | Érika Ballesteros              | Papel recorrente; 67 episódios |
| 2017–2018   | Papá a toda madre               | María Cruz Noriega             | Papel recorrente; 30 episódios |
| 2018–2019   | Amar a muerte                   | Juliana Valdés                 | Elenco principal; 88 episódios |
| 2019        | Juliantina                      | Juliana Valdés                 | Protagonista; 19 episódios     |
| 2020        | Desenfrenadas                   | Rocío                          | Protagonista; 10 episódios     |
| 2021        | El juego de las llaves          | Venecia                        | 2ª temporada; episódio 8       |
| 2022        | Señorita 89                     | Miss Guerrero                  | 1ª temporada; 8 episódios      |
| 2023        | Volver a Caer                   | Mia Novoa                      | 2 episódios                    |
| 2023–2025   | Isla Brava                      | Pilar Teijido                  | 16 episódios                   |
| 2024        | Quem é o Assassino?             | Susana                         | 1 episódio                     |
| 2025        | Chespirito: Sem Querer Querendo | Margarita Ruíz (Florinda Meza) | Elenco principal               |
| 2025 - 2026 | Los Hilos del Pasado            | Cristina López                 | Protagonista                   |

### Filmes
| Ano  | Título                       | Personagem | Notas            |
| ---- | ---------------------------- | ---------- | ---------------- |
| 2018 | Sweet Caroline               | Estudante  | Longa-metragem   |
| 2019 | En las buenas y en las malas | Dany       | Recorrente       |
| 2021 | El mesero                    | Mariana    | Elenco principal |
| 2021 | Cuatro paredes               | Karla      | Curta-metragem   |
| 2022 | Misterio en Marbella         | Anita      | Elenco principal |
| 2023 | Mamá o Papá                  | Julieta    | Recorrente       |
| 2024 | Straight                     | Elia       | Elenco principal |
| 2024 | Dudas en la puerta           | Ana        | Curta-metragem   |

## Prêmios e Indicações
| Ano  | Prêmio                    | Categoria                             | Trabalho      | Resultado |
| ---- | ------------------------- | ------------------------------------- | ------------- | --------- |
| 2017 | Premios TVyNovelas        | Melhor Atriz Revelação                | Vino el amor  | Vencedora |
| 2019 | Premios TVyNovelas        | Melhor Atriz Juvenil                  | Amar a muerte | Vencedora |
| 2019 | Premios Eres              | Melhor Atriz                          | Amar a muerte | Indicada  |
| 2019 | Premios Eres              | Melhor Beijo (com Macarena Achaga)    | Amar a muerte | Vencedora |
| 2019 | MTV Millennial Awards     | Casal em Chamas (com Macarena Achaga) | Amar a muerte | Vencedora |
| 2019 | MTV Millennial Awards     | Melhor Fandom (com Juliantina)        | Amar a muerte | Vencedora |
| 2019 | E! Online TV Scoop Awards | Melhor Casal (com Macarena Achaga)    | Amar a muerte | Vencedora |
| 2019 | E! Online TV Scoop Awards | Melhor Fandom (com Juliantina)        | Amar a muerte | Vencedora |
| 2019 | Kids Choice Awards México | Garota Trendy                         | Ela mesma     | Vencedora |
| 2020 | E! TV's Top Leading Lady  | Melhor atriz de TV                    | Desenfrenadas | Indicada  |